# Morti nel 1550
| Questa pagina contiene informazioni ricavate automaticamente dalle voci biografiche con l'ausilio del template Bio e di un bot. L'aggiornamento è periodico e automatico e ricostruisce completamente la pagina. Se manca una persona in questa lista, sei pregato di non aggiungerla, ma accertati piuttosto che la sua voce biografica contenga il template Bio e che i dati anagrafici siano correttamente compilati. Se il template Bio manca, inseriscilo tu stesso o, in alternativa, metti l'avviso {{tmp\|Bio}} che ne segnala la mancanza. Se i dati riportati sono sbagliati, correggi direttamente la voce biografica; le modifiche saranno visibili in questa lista entro pochi giorni. Per chiarimenti vedi il progetto biografie. La lista contiene solo le 78 persone che sono citate nell'enciclopedia e per le quali è stato implementato correttamente il template Bio. Pagina aggiornata al 18 mag 2025. |

## Gennaio(4)
- 12 gennaio - Andrea Alciato, giurista italiano (n. 1492)
- 20 gennaio - Gevhermüluk Sultan, principessa ottomana (n. 1467)
- 28 gennaio - Magnus III di Meclemburgo, principe (n. 1509)
- 31 gennaio - Niccolò Ridolfi, cardinale e arcivescovo cattolico italiano (n. 1501)

## Febbraio(4)
- 13 febbraio - Eleonora Gonzaga della Rovere, duchessa italiana (n. 1493)
- 17 febbraio - Marcantonio Flaminio, umanista italiano (n. 1498)
- 21 febbraio - Philippe de la Chambre, cardinale e vescovo cattolico francese
- 21 febbraio - Francesco III Gonzaga, nobile italiano (n. 1533)

## Marzo(4)
- 7 marzo - Guglielmo IV di Baviera, duca (n. 1493)
- 8 marzo - Giovanni di Dio, tipografo spagnolo (n. 1495)
- 12 marzo - Ainavillo, condottiero nativo americano
- 30 marzo - Leonor Osorio Sarmiento, nobildonna spagnola

## Aprile(3)
- 12 aprile - Claudio I di Guisa, condottiero francese (n. 1496)
- 13 aprile - Innocenzo Cybo, cardinale italiano (n. 1491)
- 30 aprile - Tabinshwehti, sovrano birmano (n. 1516)

## Maggio(3)
- 1º maggio - John Mair, filosofo scozzese (n. 1467)
- 10 maggio - Giovanni di Lorena, cardinale e arcivescovo cattolico francese (n. 1498)
- 20 maggio - Ashikaga Yoshiharu, militare giapponese (n. 1511)

## Giugno(1)
- 13 giugno - Veronica Gambara, poetessa italiana (n. 1485)

## Luglio(6)
- 19 luglio - Jacopo Bonfadio, umanista e storico italiano (n. 1508)
- 22 luglio - Éguiner Baron, giurista francese
- 22 luglio - Giorgio di Lencastre, principe portoghese (n. 1481)
- 28 luglio - Argentina Pallavicina, letterata e nobile italiana
- 30 luglio - Thomas Wriothesley, I conte di Southampton, nobile e politico britannico (n. 1505)
- 31 luglio - Francesco Sfondrati, cardinale e arcivescovo cattolico italiano (n. 1493)

## Agosto(5)
- 3 agosto - Ludovico Furconio, vescovo cattolico italiano
- 15 agosto - Giacomo Filippo Sacco, nobile e politico italiano
- 18 agosto - Antonio Ferramolino, architetto italiano
- 22 agosto - Fanino Fanini, artigiano italiano (n. 1520)
- 25 agosto - Georges II d'Amboise, cardinale e arcivescovo cattolico francese (n. 1488)

## Settembre(3)
- 7 settembre - Niccolò Tribolo, architetto e scultore italiano (n. 1497)
- 10 settembre - Domenico Cabianca, artigiano italiano
- 14 settembre - Francesca d'Alençon, nobildonna francese (n. 1490)

## Ottobre(5)
- 15 ottobre - Lucrezia Pico Rangoni, nobildonna italiana (n. 1505)
- 15 ottobre - Margery Wentworth, nobildonna inglese
- 17 ottobre - Giulio Cesare Gonzaga di Novellara, patriarca cattolico italiano (n. 1505)
- 23 ottobre - Tiedemann Giese, vescovo cattolico e teologo polacco (n. 1480)
- 26 ottobre - Ferdinando d'Aragona, principe italiano (n. 1488)

## Novembre(4)
- 6 novembre - Ulrico di Württemberg, duca (n. 1487)
- 7 novembre - Jón Arason, vescovo cattolico e poeta islandese (n. 1484)
- 9 novembre - Yokota Takatoshi, militare giapponese (n. 1487)
- 20 novembre - Galeotto II Pico della Mirandola, nobile e condottiero italiano (n. 1508)

## Dicembre(7)
- 2 dicembre - Gian Galeazzo Sanvitale, nobile e condottiero italiano (n. 1496)
- 5 dicembre - Lorenz Fries, scrittore e storico tedesco (n. 1489)
- 6 dicembre - Pieter Coecke van Aelst, pittore, scultore e architetto fiammingo (n. 1502)
- 8 dicembre - Gian Giorgio Trissino, umanista, poeta e drammaturgo italiano (n. 1478)
- 8 dicembre - Blosio Palladio, poeta, architetto e vescovo cattolico italiano
- 13 dicembre - Caterina Anguissola, nobile italiana
- 23 dicembre - Francesco Calcagno, francescano italiano (n. 1528)

## Senza giorno specificato(29)
- Alonso de Mendoza, militare spagnolo (n. 1485)
- Ambrogio Benzone, pittore italiano
- Antonio da Trento, incisore e pittore italiano (n. 1508)
- Fernando Fernández de Córdova y Mendoza, umanista spagnolo
- Bartolomé Ferrelo, esploratore spagnolo (n. 1499)
- Innocenzo da Imola, pittore e disegnatore italiano (n. 1490)
- Paola Gonzaga, nobildonna italiana
- Gregório Lopes, pittore portoghese
- Guglielmo dei Grigi, architetto e scultore italiano (n. 1480)
- Nikolaus Kratzer, matematico tedesco (n. 1487)
- Lasses Birgitta, svedese
- Luca di Graben di Stein, nobile e militare austriaco
- Pedro Machuca, architetto e pittore spagnolo (n. 1485)
- Girolamo Marchesi, pittore italiano (n. 1480)
- Vicente Masip, pittore spagnolo
- Giovan Battista Mazzolo, scultore italiano
- Georg Pencz, pittore e incisore tedesco
- Phothisarat I, sovrano laotiano (n. 1505)
- Bartlmä Dill Riemenschneider, pittore tedesco (n. 1500)
- Francesco Maria Róndani, pittore italiano (n. 1490)
- Mary Seymour, nobildonna inglese (n. 1548)
- Obadja Sforno, rabbino italiano
- Francesco Bernardino Simonetta, vescovo cattolico italiano
- Torello Saraina, storico e umanista italiano (n. 1475)
- Tsutsui Junshō, militare giapponese (n. 1523)
- Peretta Usodimare, nobildonna italiana (n. 1478)
- Gerolamo Vecciani, vescovo cattolico italiano
- Cristoforo da Venezia, intarsiatore italiano
- Lorenzo Venier, poeta italiano (n. 1510)